# Challenge Tour 7 2019 (snooker)
Il Challenge Tour 7 è il settimo evento Challenge Tour della stagione 2019-2020 di snooker che si è disputato il 14 e il 15 dicembre 2019 a Neerpelt in Belgio.

## Montepremi
- Vincitore: £2.000
- Finalista: £1.000
- Semifinalisti: £700
- Quarti di Finale: £500
- Sedicesimi di Finale: £200
- Trentaduesimi di Finale: £125

## Fase a eliminazione diretta
| Quarantaduesimi di Finale | Trentaduesimi di Finale | Sedicesimi di Finale   | Quarti di Finale       | Semifinali             | Finale                 |
| ------------------------- | ----------------------- | ---------------------- | ---------------------- | ---------------------- | ---------------------- |
| Al meglio dei 5 frames    | Al meglio dei 5 frames  | Al meglio dei 5 frames | Al meglio dei 5 frames | Al meglio dei 5 frames | Al meglio dei 5 frames |

| Giocatore         | Giocatore         | Risultato |
| ----------------- | ----------------- | --------- |
| Jake Nicholson    | Luke Pinches      | 3 - 1     |
| Ivan Kakovsky     | Ismail Türker     | 3 - 0     |
| Keishin Kamihashi | Luis Vetter       | 3 - 0     |
| David Finbow      | Stuart Watson     | 3 - 0     |
| Andreas Ploner    | Oliver Brown      | 3 - 2     |
| Sergey Isaenko    | Rolf Mahr         | 3 - 0     |
| Ross Muir         | Sybren Sokolowski | 3 - 1     |
| Steven Hallworth  | Kharazchi Jamshid | 3 - 0     |
| Ben Mertens       | Sanderson Lam     | 3 - 0     |
| Garry Coulson     | Sean O'Sullivan   | 0 - 3     |

| Giocatore        | Giocatore         | Risultato |
| ---------------- | ----------------- | --------- |
| Ka Wai Cheung    | Jake Nicholson    | 3 - 2     |
| Peter Devlin     | Ivan Kakovsky     | 3 - 1     |
| Ashley Hugill    | Liam Davies       | 3 - 0     |
| Sean Maddocks    | Keishin Kamihashi | 2 - 3     |
| Paul Davison     | Dylan Emery       | 3 - 0     |
| Andrew Pagett    | David Finbow      | 3 - 0     |
| Lukas Kleckers   | Andreas Ploner    | 3 - 1     |
| Adam Duffy       | Sergey Isaenko    | 0 - 3     |
| Callum Lloyd     | Cristopher Keogan | 1 - 3     |
| Iulian Boiko     | Fergal Quinn      | 1 - 3     |
| Matthew Glasby   | Ross Muir         | 0 - 3     |
| Daniel Womersley | Steven Hallworth  | 0 - 3     |
| Rory McLeod      | Patrick Whelan    | 1 - 3     |
| Robbie McGuigan  | Ben Mertens       | 0 - 3     |
| George Pragnell  | Sean O'Sullivan   | 0 - 3     |
| Aaron Hill       | Dean Young        | 2 - 3     |

| Giocatore         | Giocatore         | Risultato |
| ----------------- | ----------------- | --------- |
| Ka Wai Cheung     | Peter Devlin      | 3 - 2     |
| Ashley Hugill     | Keishin Kamihashi | 3 - 0     |
| Paul Davison      | Andrew Pagett     | 0 - 3     |
| Lukas Kleckers    | Sergey Isaenko    | 3 - 2     |
| Cristopher Keogan | Fergal Quinn      | 2 - 3     |
| Ross Muir         | Steven Hallworth  | 3 - 1     |
| Ben Mertens       | Patrick Whelan    | 3 - 0     |
| Dean Young        | Sean O'Sullivan   | 3 - 2     |

| Giocatore     | Giocatore      | Risultato |
| ------------- | -------------- | --------- |
| Ashley Hugill | Ka Wai Cheung  | 3 - 0     |
| Andrew Pagett | Lukas Kleckers | 3 - 2     |
| Ross Muir     | Fergal Quinn   | 3 - 1     |
| Dean Young    | Ben Mertens    | 3 - 0     |

| Giocatore     | Giocatore     | Risultato |
| ------------- | ------------- | --------- |
| Andrew Pagett | Ashley Hugill | 3 - 2     |
| Dean Young    | Ross Muir     | 3 - 2     |

| FINALE De Maxx, Neerpelt, Belgio, 15 dicembre 2019 ARBITRO: ? | FINALE De Maxx, Neerpelt, Belgio, 15 dicembre 2019 ARBITRO: ? | FINALE De Maxx, Neerpelt, Belgio, 15 dicembre 2019 ARBITRO: ? |
| Dean Young                                                    | 3 - 1                                                         | Andrew Pagett                                                 |
| ------------------------------------------------------------- | ------------------------------------------------------------- | ------------------------------------------------------------- |
| SESSIONE UNICA: ?                                             |                                                               |                                                               |
| MIGLIOR BREAK: ? CENTURY BREAKS: ?                            |                                                               | MIGLIOR BREAK: ? CENTURY BREAKS: ?                            |
| Dean Young vince il Challenge Tour 7 2019                     |                                                               |                                                               |